# Cabane
Pour les articles homonymes, voir Cabane (homonymie).
Pour les articles ayant des titres homophones, voir cabanne et cabannes.
Pour les cabanes de montagne, voir refuge de montagne; pour les cabanes en rondins, voir cabane en rondins; pour les cabanes des amérindiens, voir tipi, wigwam ou maison longue amérindienne; pour les cabanes des animaux, voir hutte, nichoir ou clapier (élevage).
Ne doit pas être confondu avec cabanon ou cabine.
Une cabane est une construction immobilière destinée à servir d'abri temporaire, saisonnier ou provisoire à des personnes, des biens ou des activités de loisir, par opposition à la maison, laquelle sert d'abri permanent.

## Étymologie
Le substantif féminin,, « cabane » est un emprunt au provençal cabana (« cabane, chaumière »), lui-même issu du bas latin capanna.
Selon le Trésor de la langue française in formatisé, le terme est attesté en 1387 dans le sens de « petite habitation sommaire » et en 1462 dans celui d'« abri pour les animaux ». C'est un emprunt au provençal cabana, « cabane », « chaumière », attesté en 1253, issu du bas-latin capanna.

## Définition

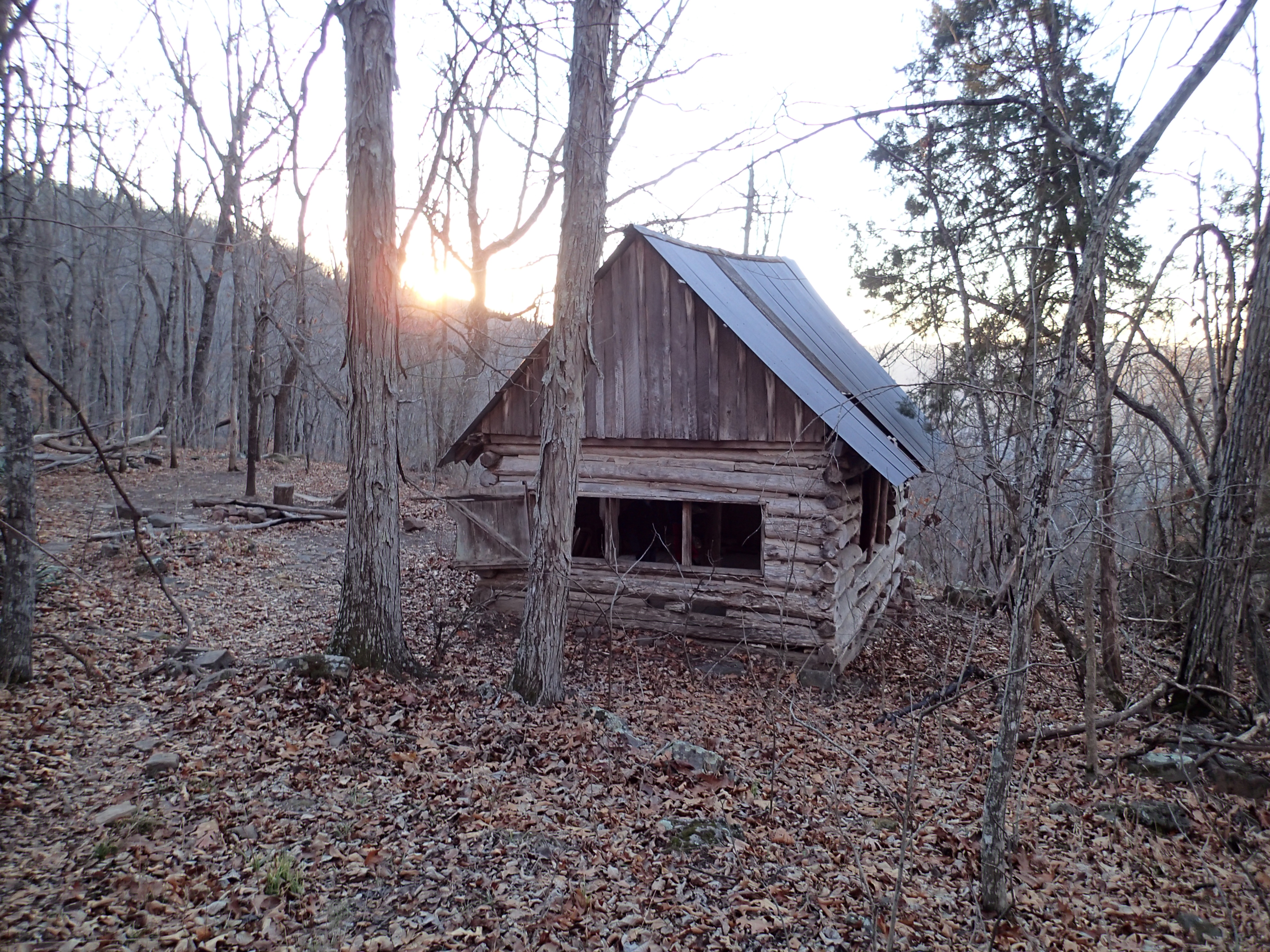
Flowers Cabin, une cabane américaine située dans le comté de Newton, dans l'Arkansas.

La cabane se distingue, par un certain nombre de caractéristiques, de la maison, qui est un habitat familial fournissant une adresse.
- Elle est destinée à abriter le plus souvent séparément, soit des hommes, soit des animaux, soit du matériel.

- Elle est bâtie de manière rudimentaire, d'où sa fragilité et sa précarité éventuelle. Elle n'est en général pas divisée en pièces ou locaux. Elle ne fait pas l'objet des mêmes procédures administratives pour être construite que la « maison d'habitation ».

- Elle ne représente qu'un faible investissement financier, voire aucun, d'où souvent sa valeur marchande faible ou inexistante.

- Elle fait appel habituellement à un matériau local : le bois dans les zones forestières, la pierre dans les zones rocheuses, mais les matériaux de récupération ne sont pas à exclure, surtout dans les zones péri-urbaines (tissu, métal, plastique, carton, etc.).

- Participant de l'autoconstruction, elle est en règle générale construite manuellement et avec les moyens du bord. Elle peut alors s'inscrire dans un choix de vie écologiste ou primitiviste (voir Écologisme ou Primitivisme).

Pour le Dictionnaire de la langue française (Littré) de 1873, cabane, hutte et chaumière sont synonymes. « Ces trois termes, qui désignent une petite maison, se distinguent en ce que : 1° la cabane exprime quelque chose de chétif et de misérable; la cabane est la maison du pauvre; 2° la hutte est la maison du sauvage ou de celui que les circonstances obligent à se loger comme les sauvages; on se construit des huttes dans les forêts; 3° la chaumière est la demeure du paysan, de l'homme des champs; elle est sans doute humble et pauvre, mais elle n'emporte aucune idée de misère, et les satisfactions champêtres y peuvent trouver place. »

## Usages

### Cabanes de nomades
Beaucoup de nomades fabriquent et utilisent des cabanes par nécessité. Comme ils n'occupent jamais longtemps un même lieu, dès qu'ils s'installent ailleurs, leur intérêt est de construire rapidement des habitations peu coûteuses et rudimentaires car ils savent qu'elles ne leur serviront pas longtemps. Ce sont donc des cabanes par définition.

### Cabanes de scouts
Les scouts sont amenés à fabriquer des cabanes soit pour s'abriter, soit pour ranger des outils, des vêtements, etc. Elles sont en général rudimentaires mais assez solides pour durer plusieurs semaines voire quelques mois. Cette tradition est liée à celle du froissartage.

### Cabanes de pêcheurs

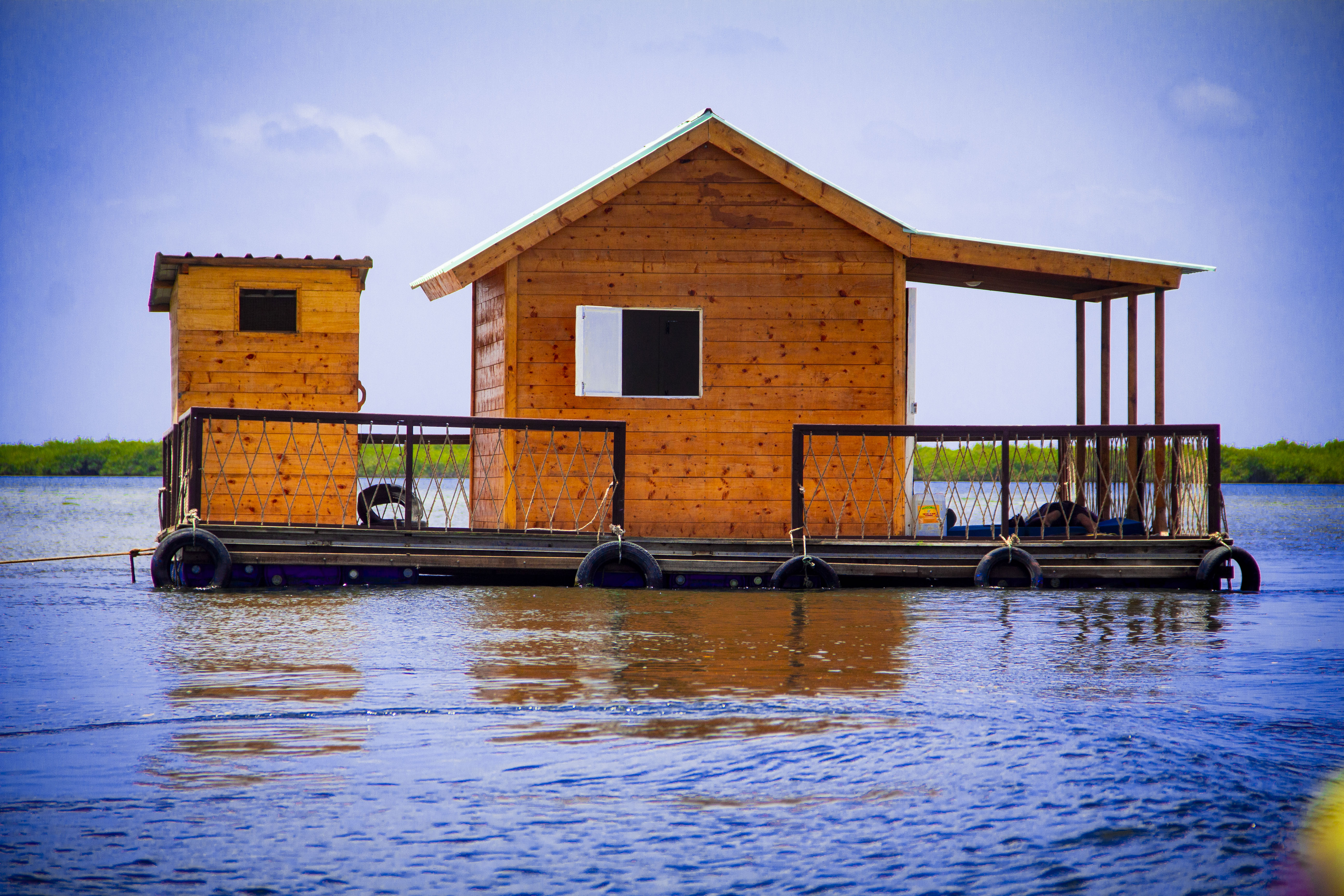
Cabane dans la Réserve Naturelle Communautaire de Palmarin (Thiès, Sénégal)

### Cabanes dans les arbres

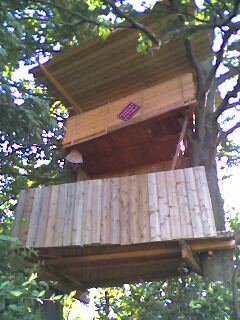
Cabane perchée entre deux arbres, sur trois étages, avec chambre et séjour, et électricité

Ce type de construction, qui est destiné le plus souvent à l'hébergement touristique, a été développé généralement par des propriétaires de domaines, des « châtelains », afin de dynamiser ces terrains et infrastructures coûteux par un nouveau concept proche de la nature. Ces constructions nécessitent un permis de construire car le cadastre prend en considération la projection au sol de la surface de la cabane perchée. L'offre est relativement très importante puisque l'investissement n'est pas très élevé avec un temps de construction très court, bien que certains modèles plus sophistiqués intègrent aujourd’hui des équipements de confort comparables à l’hôtellerie classique (jacuzzi, isolation thermique, service de restauration, etc.).

### Cabane à sucre
Au Québec et dans d'autres régions du Canada, on trouve des « cabanes à sucre ». Elles servent d'abri et de centre de production artisanale aux acériculteurs qui récoltent l'eau de leurs érables pour en faire du sirop.

### Baraque
Dans le passé, baraque a eu le sens d'habitation rudimentaire à la disposition du berger transhumant, du muletier et du voyageur. Dans son Dictionnaire du monde rural, Marcel Lachiver définit ainsi la baraque : « Auberge où les rouliers pouvaient renforcer leurs attelages sur les routes à très forte déclivité, ces auberges encadrent généralement les portions déclives. On pouvait y faire aussi des réparations sommaires, les aubergistes étant souvent charrons ou maréchaux. Le mot a donné de nombreux lieux-dits les baraques ».
Baraque, ses variantes et ses dérivés ont désigné également des cabanes en pierre sèche agricoles ou pastorales : ainsi baracou dans les causses de Blandas et de Campestre (Gard) et à Saint-Félix-de-l'Héras dans le Larzac héraultais ; baraquette au Mont Saint-Clair près de Sète (Hérault) ; baraque dans le haut Vidourle (Gard) et dans le Châtillonnais (Côte-d’Or); barraca dans les Aspres (Pyrénées-Orientales), barraque (avec deux r) dans l'Aude.

## En France

### Cabanes anciennes

#### Cabanes à usage d'habitation temporaire ou saisonnière

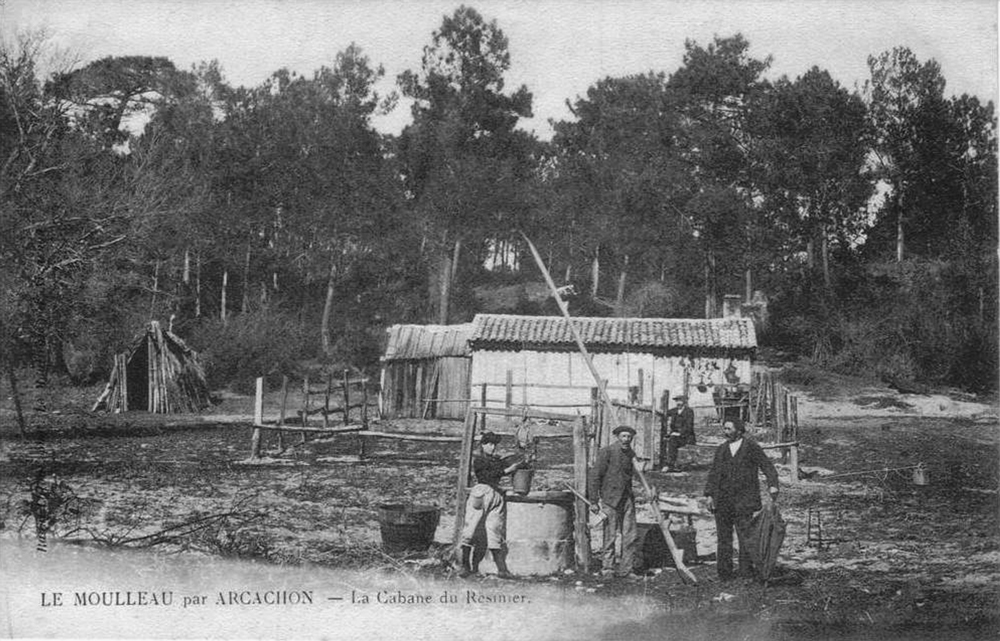
Cabane de résinier au Moulleau près d'Arcachon.

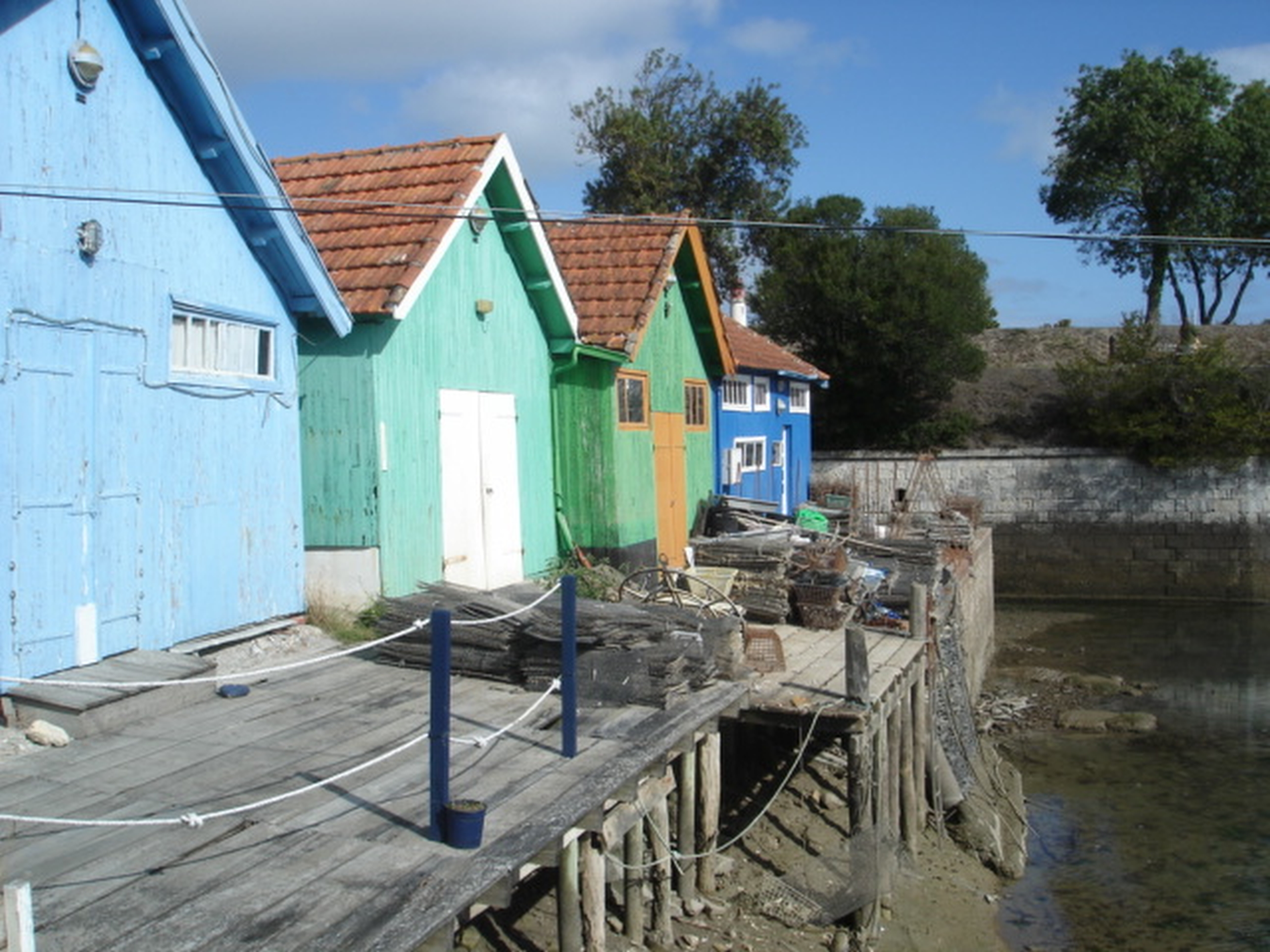
Cabanes d'ostréiculteurs sur pilotis au Château d'Oléron.

Autrefois, la cabane servait généralement d'habitation temporaire ou saisonnière (cabanes d'estive, de défricheurs, de cultivateurs, de bergers, de bûcherons, de charbonniers, de chaufourniers, de boisseliers, de sabotiers, de résiniers dans les Landes, de vanniers et de gardians en Camargue, de cantonniers, de gardes, etc.).

#### Cabane béarnaise
Dans les anciens pâturages d'estive des hautes vallées béarnaises (Barétous, Aspe et Ossau), les bergers vivaient dans une cabane en pierres sèches, dite capane. Elle était édifiée non loin d'une source et à côté d'un enclos, lui aussi en pierres sèches, du nom de cuyala, coueila, cayolar selon le lieu, où le troupeau se regroupait la nuit ou par très mauvais temps. Ces capanes pouvaient être un abri contre un rocher en surplomb ou vertical, une cabane indépendante de petite taille, une cabane plus grande pour deux personnes. Elle avait son entrée orientée au sud ou au sud-est. Les cabanes à charpente à double pente sous couverture de lauses n'apparaissent qu'à la fin du XIXe siècle. Les années 1920 voient l'apparition de la tôle ondulée ou plate. Après la guerre de 1939-1945, les bâches tissées, provenant des surplus des armées, ont leur succès.

#### Cabane-roulotte de berger

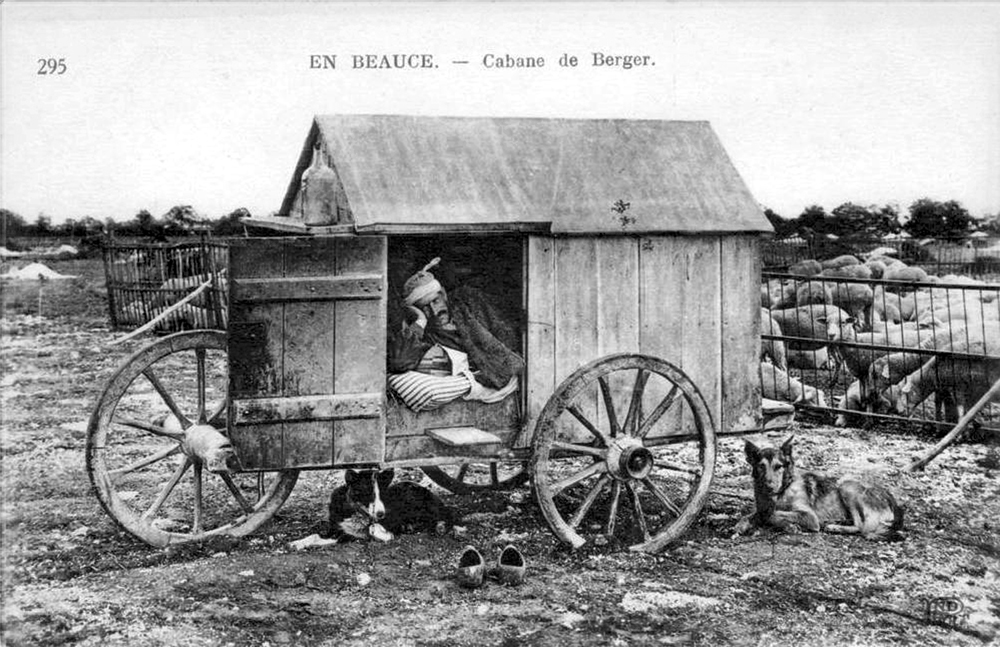
Cabane ambulante de berger beauceron au début du XXe siècle.

Au début du XXe siècle, dans divers départements ou régions de France (Oise, Beauce, Brie, Marne, Moselle, Ardennes, Pas-de-Calais, Somme, Vendée, Allier, Cantal, Puy-de-Dôme, Alpes-de-Haute-Provence, etc.), le berger logeait une partie de l'année dans une cabane-roulotte en bois plus ou moins grande, posée à côté du parc servant à rassembler pendant la nuit les moutons dont il avait la garde. Montées sur un essieu fixe à deux roues en bois ou en fer, avec parfois une troisième roue à l'arrière, ces roulottes étaient tirées par un cheval, un âne, ou par le berger lui-même pour les plus légères, à chaque déplacement du parc. Les chiens dormaient sous la roulotte. Une nouvelle de Guy de Maupassant, Le Saut du berger (1882), met en scène une de ces roulottes : abritant les ébats d'un couple, elle est poussée par un malfaisant en bas d'une pente où elle se fracasse, tuant les deux amants. Émile Zola, dans La terre (1887), évoque également ce dispositif : « Le berger, pour avoir un peu d'ombre, s'était assis contre la cabane à deux roues, qu'il poussait à chaque déplacement du parc, une étroite niche qui lui servait de lit, d'armoire et de garde-manger ».

#### Cabanes de la plèbe rurale ou urbaine au début duXXesiècle
La cabane a également été l'habitation permanente de familles indigentes installées sur le domaine public ou tolérées en domaine privé au XXe siècle.

#### Cabane de gardian

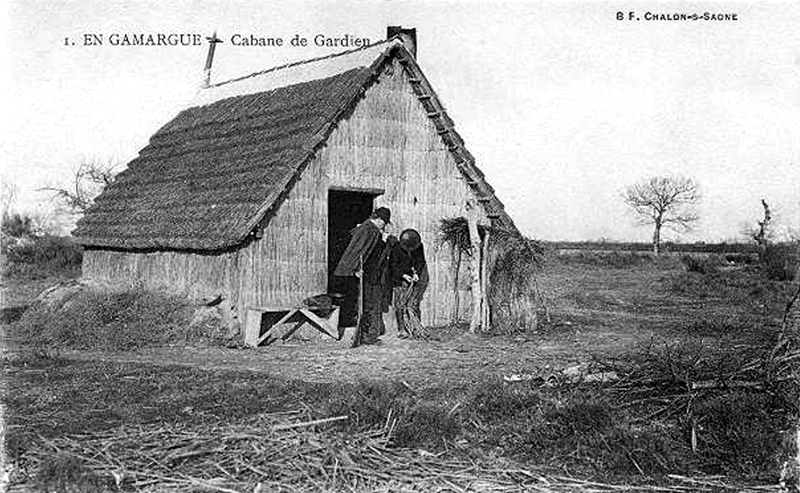
Cabane tout en roseaux d'un gardian en Camargue au début du XXe siècle.

La cabane de gardian était le logement de l'ouvrier agricole dans la Camargue du XIXe siècle et du début du XXe. C'est un bâtiment à façade en pignon et à toiture à deux versants couverte en sagne. La partie exposée au mistral est en abside et à croupe de façon à donner le moins de prise possible à celui-ci.

#### Cabane de saunier
Le village de Salin-de-Giraud dans les Bouches-du-Rhône, fondé en 1856, comportait, en 1914, une vingtaine de cabanes de sagne, habitées par des ouvriers sauniers (ou saliniers) travaillant pour la société Solvay. Aujourd'hui, elles ont toutes disparu.

#### Cabanes de vigne
Une cabane de vigne est une construction modeste, bâtie dans un vignoble.

#### Cabanes à bord d'embarcation
Le développement de la navigation a connu des phases de création de cabanes améliorant le confort des occupants. Ainsi, sur les gabarres de la Loire, les simples protections contre les intempéries ont été remplacées par des cabanes dans les années 1820.

### Cabanes modernes

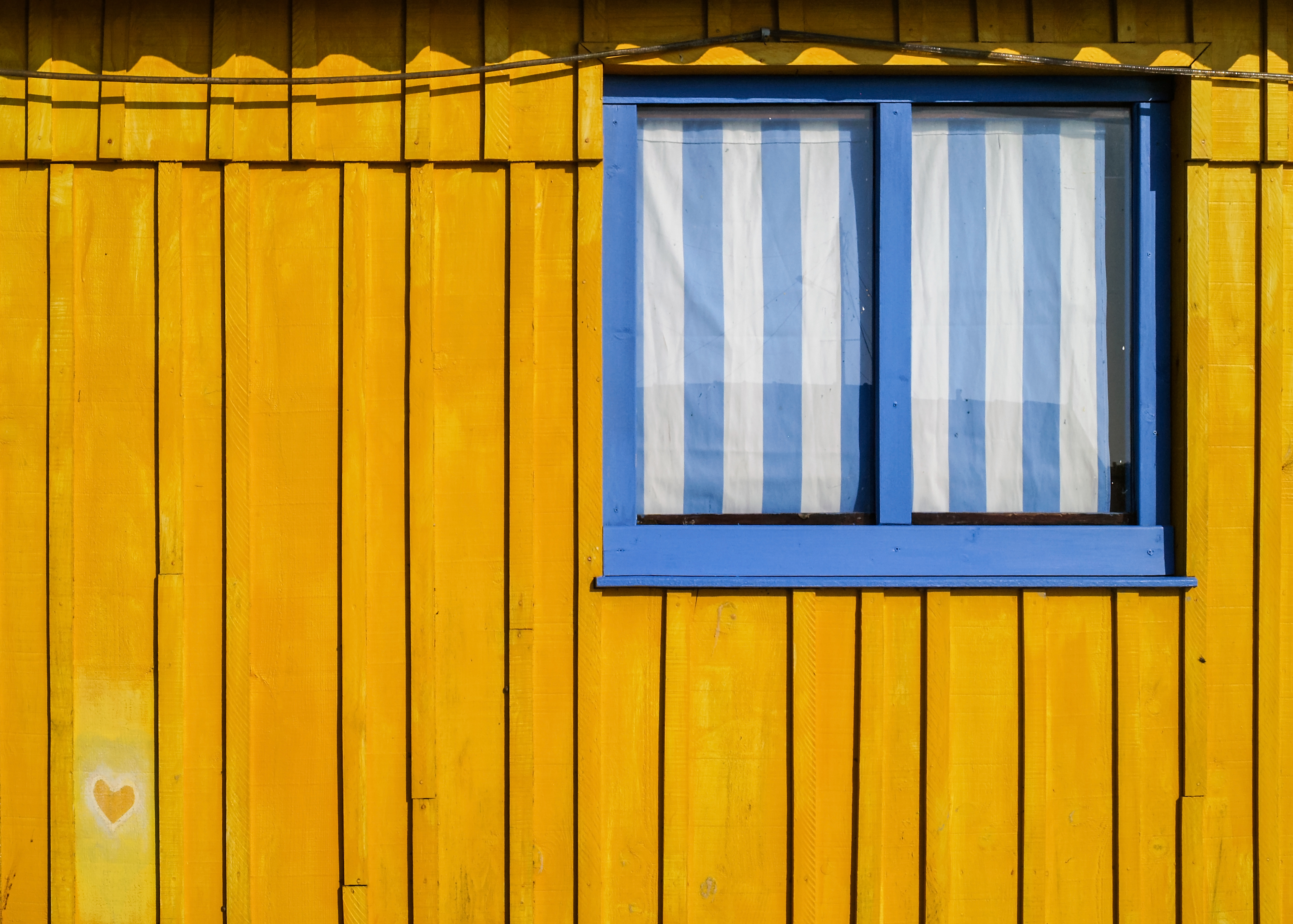
Détail d'une ancienne cabane ostréicole rénovée au Château d'Oléron (Charente-Maritime).

Aujourd'hui, la construction de cabanes ne concerne plus qu'une infime partie de la population (scouts, auto-constructeurs amateurs, pêcheurs, chasseurs, et enfants).

#### Cabanes de pêcheurs et de chasseurs
Les pêcheurs et les chasseurs ont une grande culture de la cabane. Celle-ci peut être leur lieu de travail ou simplement un entrepôt pour leur matériel. Ces cabanes sont dans la majorité des cas plus une obligation qu'un choix délibéré car il est difficile de construire avec peu de moyens dans des endroits peu accessibles.
Celles des chasseurs ont la qualité d'être discrètes dans leur environnement pour ne pas effrayer les animaux.
La cabane tchanquée est une cabane en bois perchée sur pilotis, typique du Bassin d'Arcachon.
Dans la région de Marseille, le terme « cabane » désigne non seulement un édifice bâti en dur mais aussi un labyrinthe végétal aménagé au sommet d'un bois pour y déposer des gluaux ou baguettes engluées servant à capturer vivants des oiseaux destinés au rôle d'appelants. On parle, dans ce cas, de « chasse à la cabane » et la personne qui taille la cabane est le « cabanier ». En revanche, l'édifice bâti d'où les chasseurs à l'affût tirent sur des oiseaux, est qualifié de « poste ». On parle alors de « chasse au poste » et de « postier ».

#### Cabanes en pierre sèche
Par ailleurs, le regain qu'a connu l'autoconstruction à pierre sèche à partir de la fin des années 1970 en France, s'est traduit par l'édification de bâtisses en pierre sèche, plus ou moins conformes aux règles de l'art, sur des propriétés privées, des espaces publics (jardins publics, ronds-points, bords d'autoroute), des sites muséologiques, etc.. Ces nouveaux édifices sont généralement baptisés par leur constructeur du nom donné actuellement aux cabanes en pierre sèche dans la commune ou dans la région afférente (capitelle, cadole, caselle, chibotte, borie, etc.).

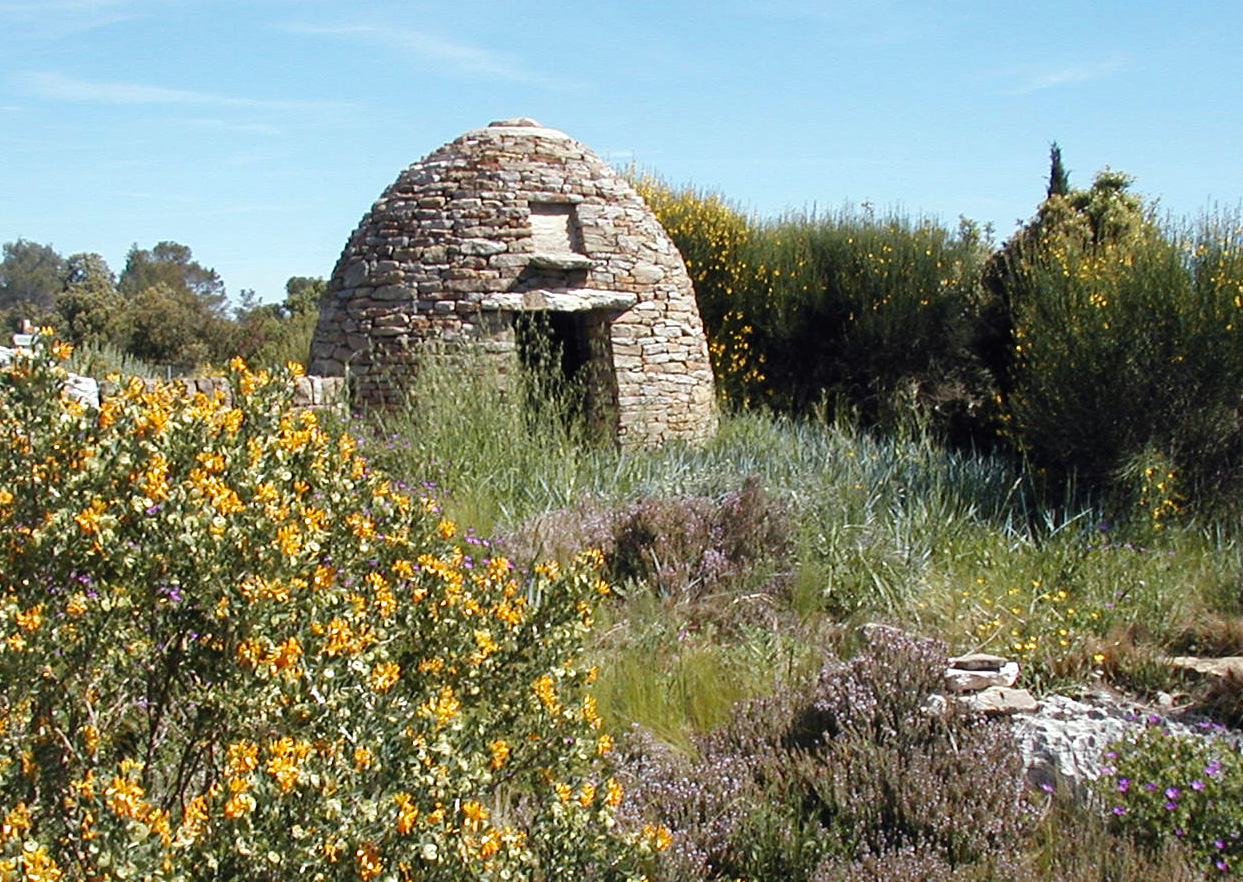
Deaux, Gard : édifice moderne (lucarne carrée surdimensionnée, chappe de ciment au sommet).
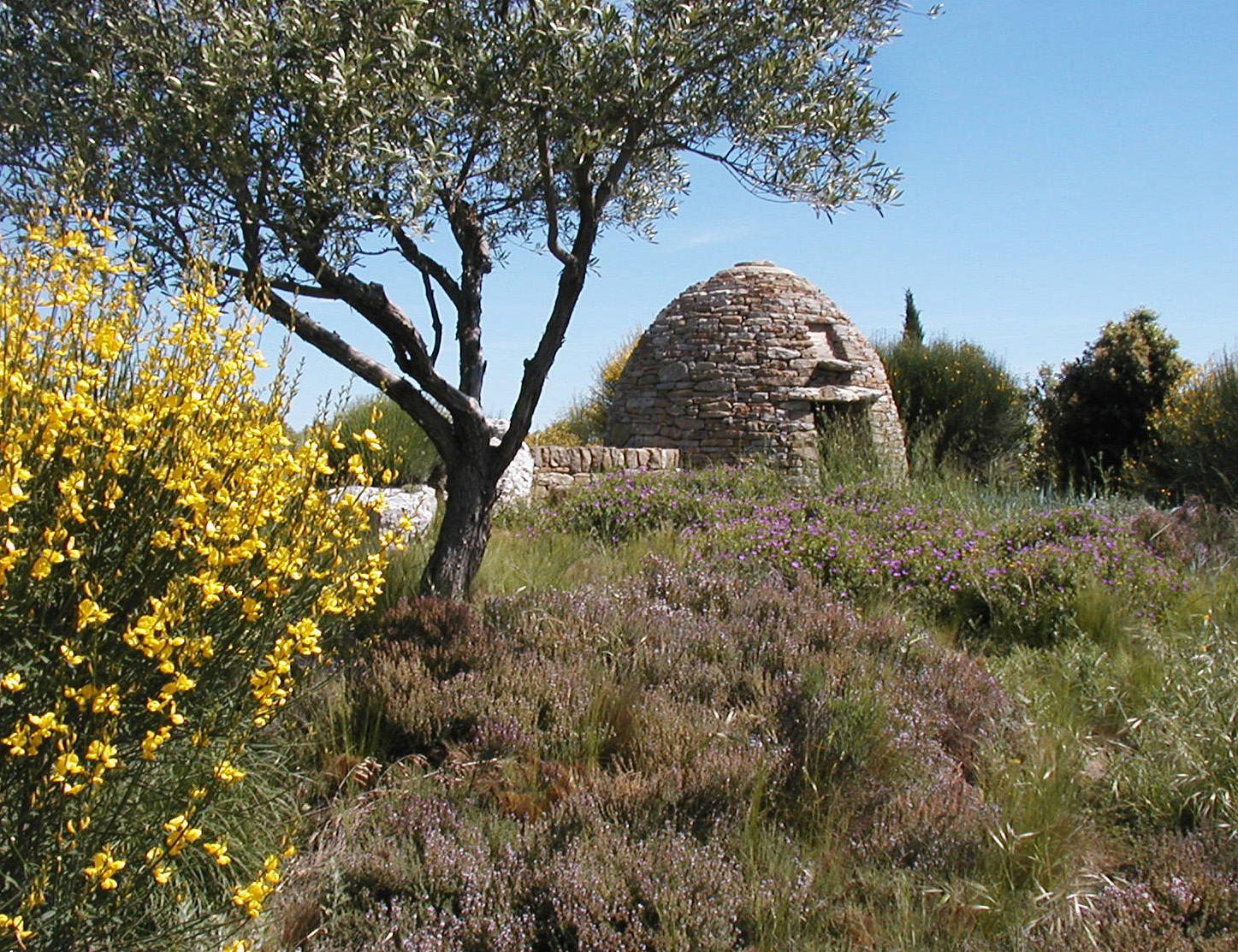
Idem : le rôle dévolu est celui de simple ornement de rond-point de la route de Méjannes-lès-Alès.
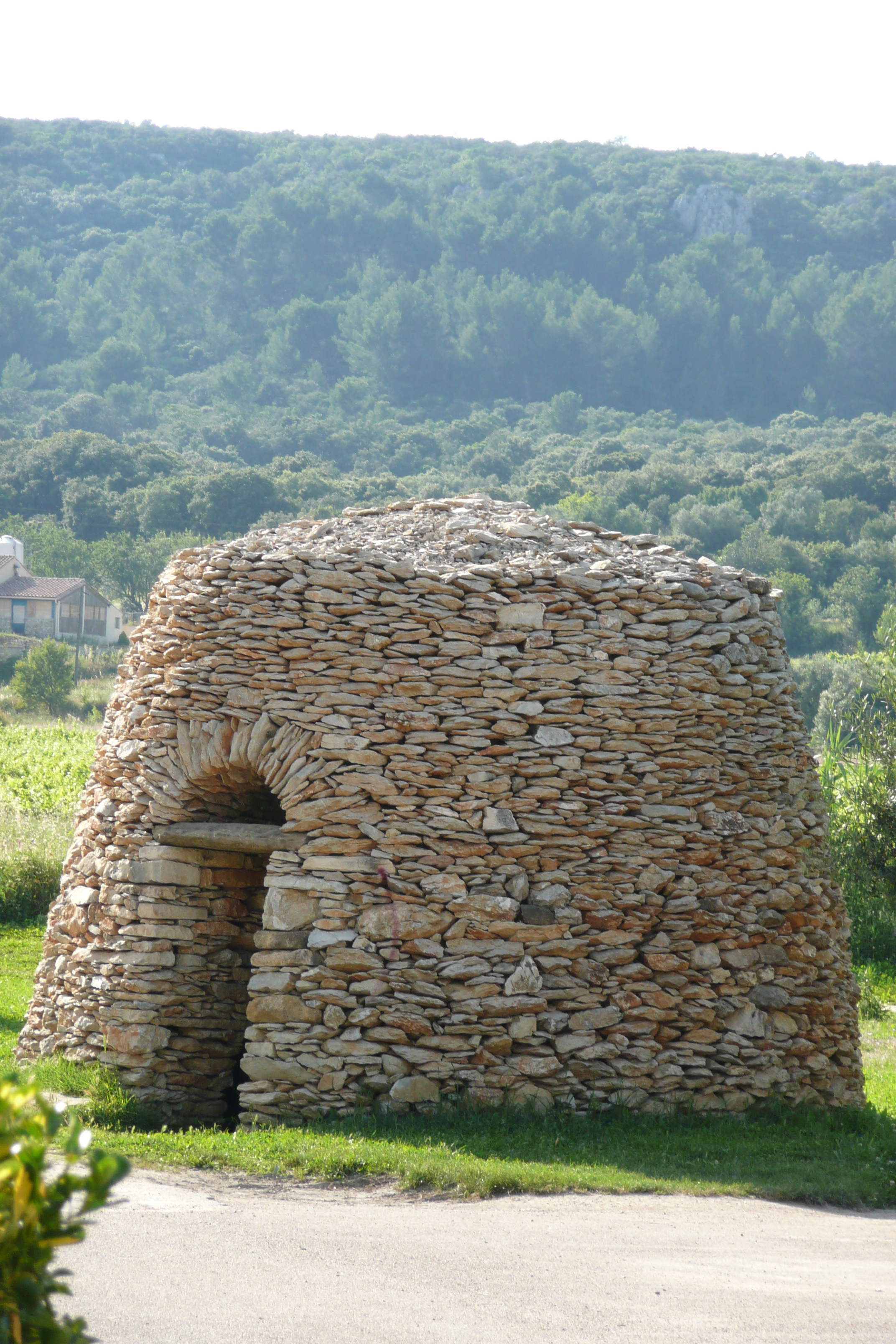
Saint-Bonnet-du-Gard, Gard : construction récente en cylindre à fruit.
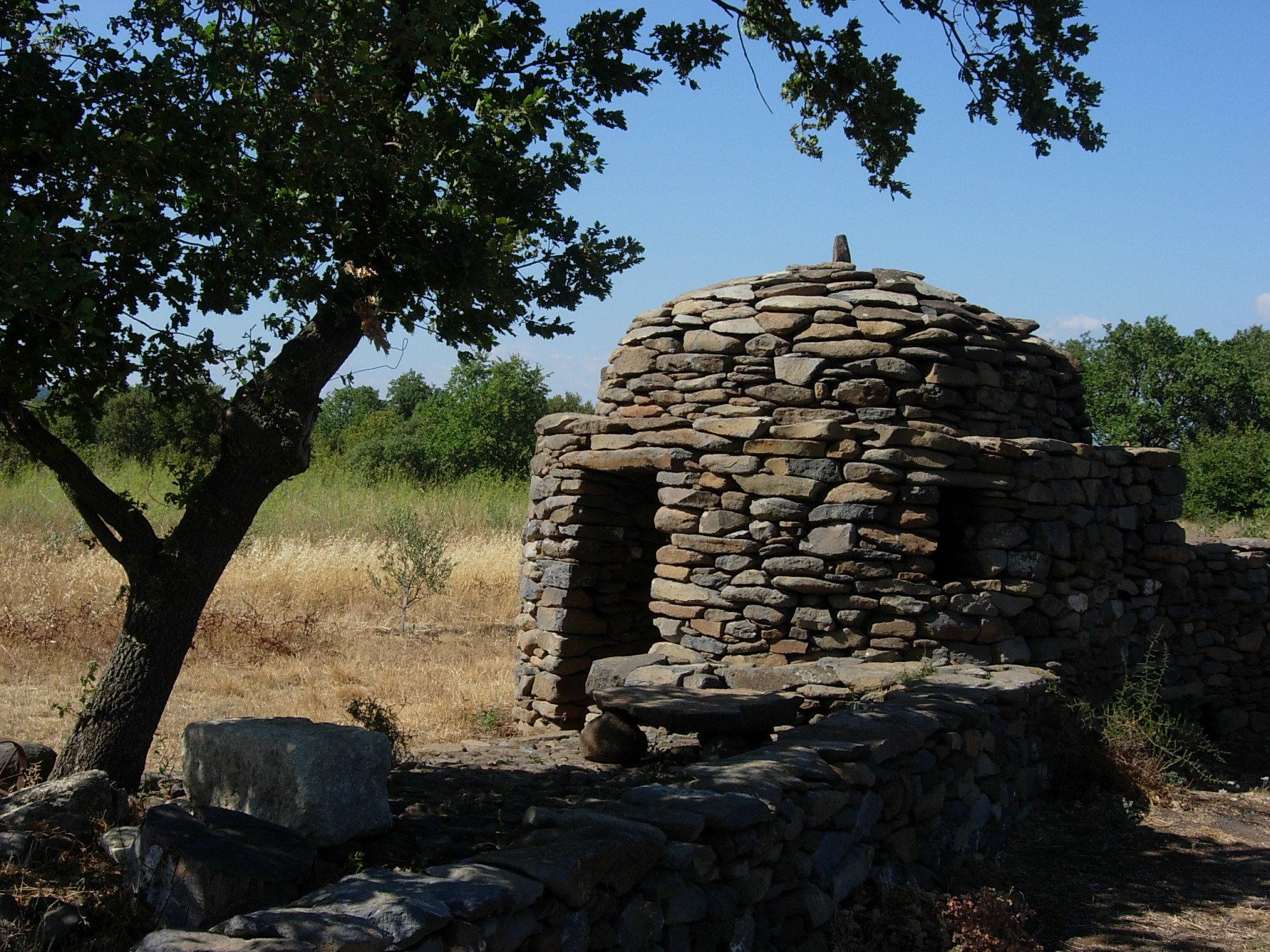
Caux, Hérault : reconstruction récente (dôme surbaissé en retrait, épi).

## Dans la culture

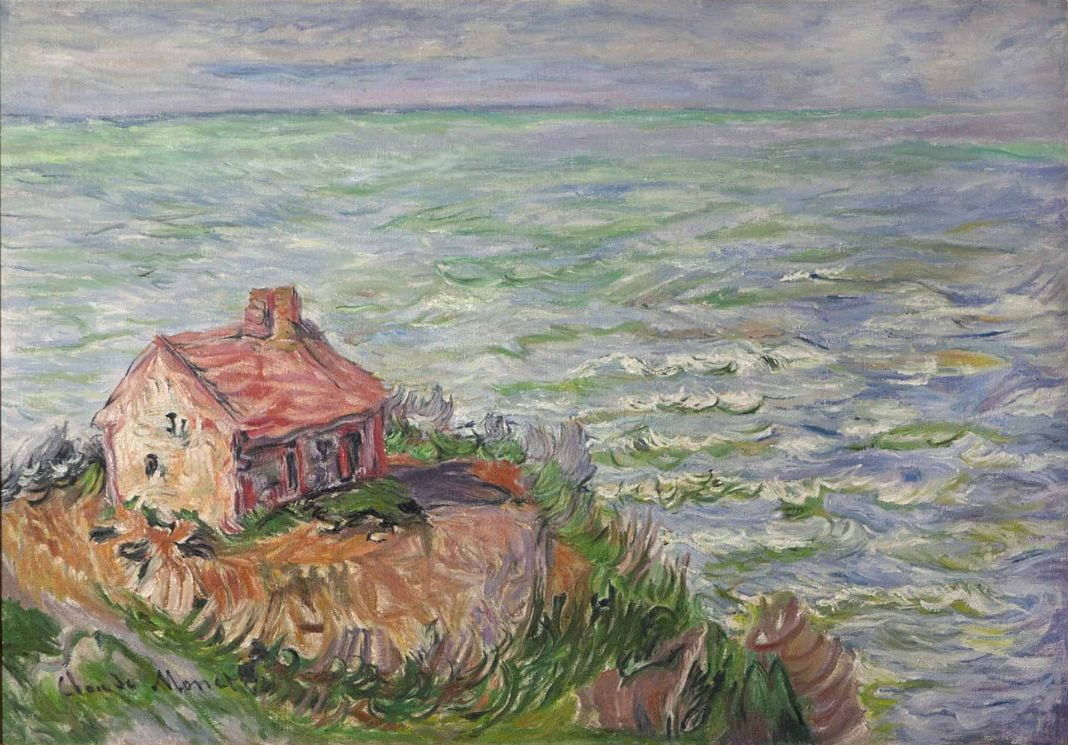
Cabane des douaniers, effet d’après-midi (peinture de Claude Monet).

- En 1947, Line Renaud enregistre Ma cabane au Canada, qui reçoit le grand prix du disque en 1949.
- En 1978, La Cabane, film de Phil Comeau[15].
- En 2012, Drew Goddard réalise le film La Cabane dans les bois[16].
- En 2016, Simon Guélat réalise le film Cabane[17].

### Filmographie
- Éloge de la cabane, film documentaire de création, réalisé par Robin Hunzinger, septembre 2004 Voir sur lerecoursauxforets.org, site qui ouvre sur un « Éloge de la cabane ».